# Leni Riefenstahl
Berta Helene Amalie „Leni” Riefenstahl (ur. 22 sierpnia 1902 w Berlinie, zm. 8 września 2003 w Pöcking) – niemiecka reżyserka, aktorka, tancerka, fotografka, scenarzystka i producentka filmowa znana z nowatorskiej estetyki. Jej osoba i twórczość budziła często kontrowersje z powodu produkowania i występowania przez nią w filmach propagandowych afirmujących hitleryzm oraz z powodu bliskich związków z czołowymi zbrodniarzami hitlerowskimi, którzy finansowali jej działalność artystyczną w okresie III Rzeszy. 

## Początki kariery
Urodzona w Berlinie (w dzielnicy Wedding), w Niemczech, Riefenstahl rozpoczęła karierę jako tancerka – w wywiadzie udzielonym w 2002 r. wspominała, że taniec dawał jej poczucie prawdziwego szczęścia. Gdy kontuzja zmusiła ją do porzucenia tańca, Riefenstahl zainteresowała się kinem.
Zachwycona możliwościami tego środka przekazu skontaktowała się z miejscowym reżyserem, Arnoldem Fanckiem, domagając się roli w jego następnym filmie. Uległ on jej naleganiom i Riefenstahl zagrała w kilku tzw. „filmach górskich” wytwórni Universum Film AG, takich jak Święta góra (Der heilige Berg) czy Burza nad Mont Blanc (Stürme über dem Mont Blanc).
Pod koniec lat 20. XX w. starała się o główną rolę w filmie Błękitny anioł, która ostatecznie przypadła Marlenie Dietrich.
Od początku zainteresowana była filmami fabularnymi. Gdy nadarzyła się jej sposobność reżyserowania filmu, skorzystała z niej, tworząc obraz Błękitne światło (Das blaue Licht), w którym. była współscenarzystką, reżyserem, producentem i odtwórczynią głównej roli.
W 1932 r. usłyszała na wiecu przemowę Adolfa Hitlera i – zafascynowana jego zdolnościami oratorskimi – zaoferowała mu swoje usługi jako reżyser.

## W III Rzeszy

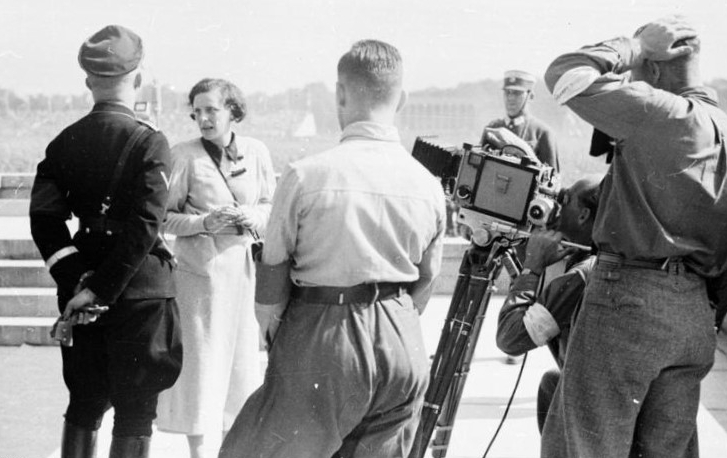
Leni Riefenstahl z Heinrichem Himmlerem w Norymberdze (1934)

W 1933 r. wyreżyserowała Zwycięstwo wiary – krótki film o spotkaniu partii narodowosocjalistycznej. Wówczas Hitler poprosił ją o sfilmowanie zjazdu partyjnego w Norymberdze w 1934 r. Początkowo odmówiła, sugerując, aby Hitler wybrał do tego zadania Waltera Ruttmanna. Później jednak zgodziła się, i nakręciła z pomocą 120 współpracowników, w tym zespołu kamerzystów z Hollywood Triumph des Willens (pol. Triumf woli), film dokumentalny gloryfikujący ruch narodowosocjalistyczny, powszechnie uważany za jeden z najlepszych filmów propagandowych w historii, mimo iż sama Riefenstahl twierdziła, że film ten miał pełnić rolę wyłącznie dokumentalną.

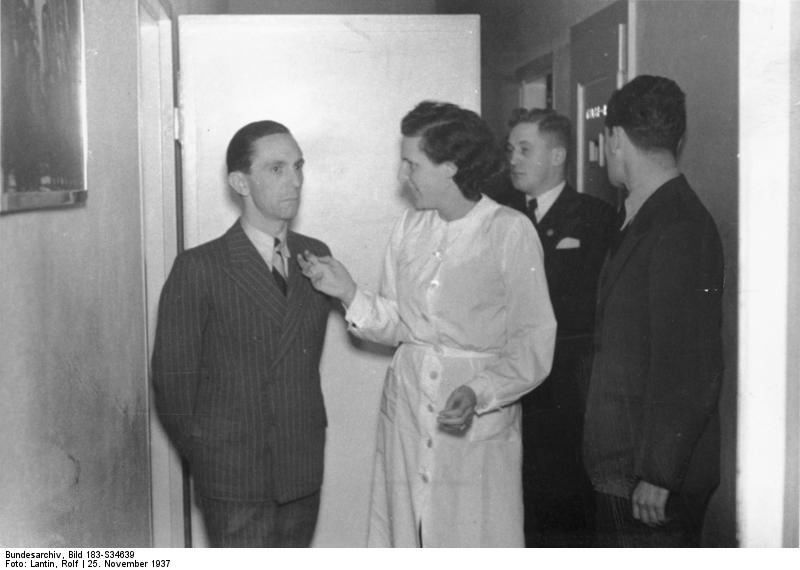
Z Josephem Goebbelsem w 1937

W tym czasie za pośrednictwem Alberta Speera poznała operatora filmowego Waltera Frentza, który robił zdjęcia do jej późniejszych obrazów i z którym przyjaźniła się do swojej śmierci.
W 1936 r. Riefenstahl zakwalifikowała się do olimpijskiej reprezentacji Niemiec w narciarstwie, lecz zamiast tego wybrała filmowanie. Tak powstała kronika berlińskiej olimpiady (Olympia), film głośny z powodu nowatorskich osiągnięć technicznych i estetycznych, takich jak podkreślające kontrast oświetlenie (w tym zdjęciach pod światło), duża dbałość o wysoką jakość techniczną zdjęć, czy też dynamiczny, często asynchroniczny montaż sceny.
Podczas wizyty w USA (jeździła na zagraniczne pokazy Olympii) publicznie zaprzeczyła doniesieniom o „nocy kryształowej” w Niemczech, co doprowadziło do odrzucenia jej twórczości przez odbiorców amerykańskich.
W 1939 r., decyzją Hermanna Göringa otrzymała państwową działkę pod budowę własnej wytwórni filmowej. Planowała wówczas nakręcić film fabularny o Amazonkach, który jednak nigdy nie powstał.

## II wojna światowa

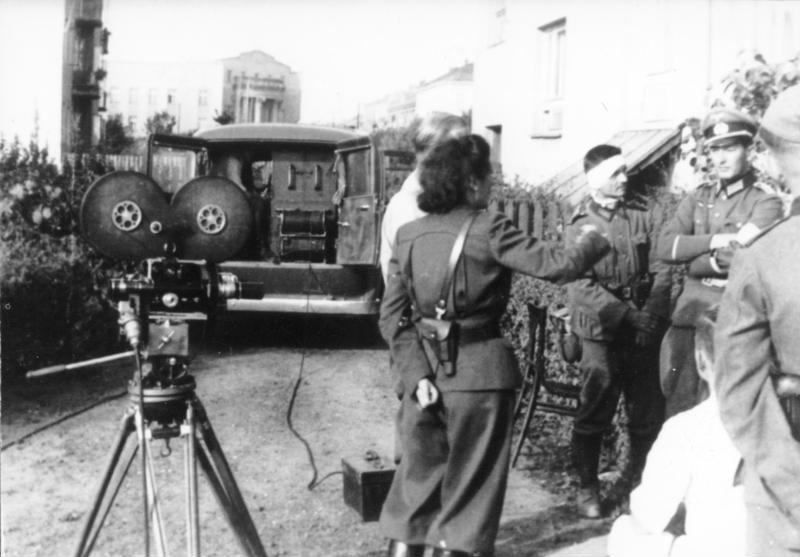
Leni Riefenstahl w Radomiu (1939). Na dalszym planie widoczny gmach Powiatowego Związku Samorządowego

We wrześniu 1939 wraz ze swoją ekipą filmową zjawiła się na krótko w Polsce. W mundurze Wehrmachtu, uzbrojona w pistolet i krótki bagnet przy pasie z wojskową ekipą kręciła dziennik kampanii wojskowej w Polsce. W niemieckim archiwum federalnym Bundesarchiv zachowały się zdjęcia z tej kampanii. M.in. filmowała paradę zwycięstwa w Warszawie, przebywała wraz z Adolfem Hitlerem w sopockim Grand Hotelu. W tym czasie była świadkiem którejś z niemieckich zbrodni (być może była to masakra Żydów na rynku w Końskich). Ktoś sfotografował wyraźnie przerażoną twarz Leni Riefenstahl i rozpowszechnił te zdjęcia po wojnie. Po tym wydarzeniu spotkała się z Hitlerem i uzyskała zapewnienie, że warszawskim kobietom i dzieciom nie stanie się krzywda; sfilmowała więc paradę wojsk niemieckich w Warszawie przed Hitlerem i realizowany przez nią film został ukończony.
Po zajęciu Francji przez III Rzeszę Leni Riefenstahl wysłała entuzjastyczny telegram do Hitlera, który zachował się i został przypomniany przez Die Neue Rechte.
Ze względu na częstotliwość kontaktów z Hitlerem i wsparcie finansowe, które z jego polecenia stale otrzymywało jej studio filmowe, była uważana w niektórych kręgach za bliską mu osobę (co podnosili także zwycięscy alianci).

## Po wojnie
Po II wojnie światowej Riefenstahl spędziła cztery lata we francuskim areszcie. Oskarżano ją o wykorzystywanie 117 cygańskich więźniów obozu koncentracyjnego do filmu „Niziny” (Tiefland), których po wykonaniu ujęć na potrzeby filmu odesłano do obozów, ale zarzutów tych nie udowodniono przed sądem, gdyż nie przesłuchano żadnej z ofiar (których część przetrwała pobyt w obozach). Nie mogąc udowodnić żadnych karalnych form wspierania nazistów, sąd określił ją mianem „sympatyzującej” z nazistami. W późniejszych wywiadach Riefenstahl utrzymywała, że – choć zafascynowana nazistami – była politycznie naiwna i nie wiedziała o popełnianych okrucieństwach. Postawa ta przez wielu krytyków jej nazistowskiej działalności określana była jako niedorzeczna, a niektórzy Cyganie niewolniczo wykorzystani do grania w jej filmie zeznawali o złym traktowaniu ich w trakcie produkcji.
Riefenstahl kontynuowała karierę po wojnie. Dokończyła film „Niziny”, który miał premierę w 1954 r. w Stuttgarcie i był w dystrybucji w Niemczech, Austrii i USA, pokazywano go także na Festiwalu Filmowym w Cannes. Próby realizacji innych filmów fabularnych po wojnie (m.in. Czerwone diabły) spotykały się z oporem, protestami i ostrą krytyką – dlatego też nie udało jej się zebrać funduszy na sfinansowanie swoich filmów. Z tych powodów postanowiła zająć się fotografią i filmami etnograficznymi oraz przyrodniczymi. Dla gazety The Sunday Times fotografowała Igrzyska Olimpijskie w 1972 roku. Zainteresowała się mieszkańcami Gór Nuba w Sudanie (na kontynent afrykański przyjechała celem stworzenia filmu o handlu niewolnikami, który również nie doczekał się realizacji) i w 1974 oraz 1976 opublikowała poświęcone im albumy fotograficzne oraz filmy. W późnych latach 70. Riefenstahl skłamała na temat swojego wieku, aby zdobyć uprawnienia płetwonurka i rozpocząć karierę w fotografii podwodnej. W 2000 r. przeżyła wypadek helikoptera w Sudanie. W swoje setne urodziny, 22 sierpnia 2002, wydała film zatytułowany Impressionen unter Wasser, przedstawiający życie w oceanach.
W październiku 2002, gdy Riefenstahl miała już 100 lat, niemieckie władze zdecydowały się umorzyć sprawę wytoczoną jej przez użytych przez nią w filmie Tiefland (Niziny) cygańskich więźniów obozów koncentracyjnych w jej filmie. Riefenstahl długo utrzymywała, że Cyganie występujący w filmie przeżyli wojnę, ale grupa Cyganów oznajmiła, że Riefenstahl wykorzystała ich do filmu i posłała ich z powrotem do obozu, gdy przestała ich potrzebować. Jako powód umorzenia sprawy władze niemieckie podały zaawansowany wiek Riefenstahl.
Leni Riefenstahl zmarła podczas snu 8 września 2003, w swoim domu w Pöcking (Górna Bawaria) dożywając 101 lat. Została pochowana na Cmentarzu Leśnym w Monachium.

## Ocena działalności artystycznej Riefenstahl
Mimo jej pronazistowskich filmów propagandowych Riefenstahl zdobyła uznanie w historii filmu jako twórczyni nowej estetyki filmowej, zwłaszcza w sposobie filmowania ludzkiego ciała.
Rainer Rother w książce Leni Riefenstahl. Uwiedzenie talentu zaangażowanie artystki w propagandę tłumaczył tym, że – niezależnie od swoich umiejętności technicznych – „nie miała dobrych pomysłów na filmy”.
Po II wojnie światowej Riefenstahl była ostro krytykowana za swoje bliskie kontakty z nazistowskim reżimem; ona sama czuła się traktowana niesprawiedliwie i nigdy nie przeprosiła za rolę, jaką odegrała w propagandzie III Rzeszy. Z drugiej strony feministka Alice Schwarzer podnosiła, że reżyserka była postrzegana przez powojenne społeczeństwo niemieckie gorzej ze względu na płeć; istotnie Veit Harlan, który również kręcił filmy propagandowe, był postrzegany z większym zrozumieniem. Tymczasem elementów nazistowskich dopatrywano się (niekiedy w sposób szyderczy) nawet w tych dziełach Riefenstahl, które nie miały żadnego wydźwięku politycznego.

## Filmografia
- aktorska
  - Tragödie im Hause Habsburg (1924)
  - Der heilige Berg (Święta góra, 1926)
  - Der große Sprung (1927)
  - Die weiße Hölle vom Piz Palü (Białe piekło, 1929)
  - Stürme über dem Mont Blanc (1930)
  - Das blaue Licht (1932)
  - S.O.S. Eisberg (1933)
  - Tiefland (1954)
- reżyserska
  - Das blaue Licht (Błękitne światło) (1932)
  - Der Sieg des Glaubens (Zwycięstwo wiary) (1933)
  - Triumph des Willens (Triumf woli) (1934)
  - Tag der Freiheit – Unsere Wehrmacht (1935)
  - Olympia (Olimpiada) (1938)
  - Święto narodów
  - Tiefland (Niziny) (1954)
  - Impressionen unter Wasser (2002)

## Twórczość fotograficzna
- The Last of the Nuba, Harper, New York 1974
- The People of Kau, Harper, New York 1976 (Jebel Kau(inne języki))

## Postać Leni Riefenstahl w kulturze
Leni Riefenstahl i Marlene Dietrich są bohaterkami sztuki Thei Dorn pt. Marleni.